# Samuel Sheppard
Samuel Holmes Sheppard, genannt auch Sam Sheppard (* 29. Dezember 1923; † 6. April 1970), war ein US-amerikanischer Arzt und Osteopath sowie Opfer eines Justizirrtums. 1954 wurde er für den in der Nacht vom 3. auf den 4. Juli 1954 verübten Mord an seiner schwangeren Frau Marilyn Sheppard zu einer lebenslangen Freiheitsstrafe verurteilt, nach 12 Jahren aber in einem Wiederaufnahmeverfahren freigesprochen, da ihm die Tat nicht nachgewiesen werden konnte.

## Fall
Am 4. Juli 1954 erreichte ein Anruf die Polizei. Der junge Arzt Samuel Sheppard aus einem kleinen Vorort von Cleveland, Ohio, meldete, ein Einbrecher habe seine Frau Marilyn brutal ermordet. Der Mord geschah im Schlafzimmer der Villa des Ehepaars Sheppard in Bay Village bei Cleveland.
Der Tatverdacht fiel, obwohl das mit den Sheppards befreundete Ehepaar Don und Nancy Ahern bei einem Besuch am Vorabend keine Verdachtsmomente erkennen konnte, auf Samuel Sheppard, insbesondere da der den Fall untersuchende Arzt und Coroner Samuel S. Gerber auf dem mit Blut befleckten Kopfkissen von Marilyn Sheppard den Abdruck eines chirurgischen Instruments zu erkennen glaubte. Als Experten hatte Gerber die Fachpathologen und Toxikologen Lester Adelson und Irving Sunshine hinzugezogen. Am 4. Juli führte Adelson als Gerbers Stellvertreter die Autopsie der schwangeren Marilyn Sheppard durch. Die Blutart- und Blutgruppenbestimmungen waren größtenteils von Mary Cowan, einer Laboratoriumsmitarbeiterin, durchgeführt worden. Nach der im Wesentlichen darauf beruhenden Anklageerhebung wurde Sheppard, trotz der Einlassungen von Sheppards Verteidiger Corrigan gegen die Ergebnisse der Spurenuntersuchungen, in einem in den USA Aufsehen erregenden Prozess zu einer lebenslangen Haftstrafe verurteilt. Als Motiv für den Mord galt die medizintechnische Assistentin Susan Hayes, die im Bay Village Hospital arbeitete und Samuel Sheppards Geliebte gewesen sei (Inzwischen hatte die Zeugin Nancy Ahern berichtet, dass Marilyn Sheppard von dem Verhältnis ihres Mannes zu Hayes wusste). Eine ab 22. Januar 1955 von dem naturwissenschaftlichen Kriminalisten Paul Leland Kirk auf Bitte von Corrigan vorgenommene Nachuntersuchung der Spuren konnte am Urteil nichts mehr ändern.
Nach acht Jahren Haft wurde Samuel Sheppards Fall erneut aufgerollt, nachdem Journalisten einige Tatsachen ans Licht gebracht hatten. 1964 heiratete er die Deutsche Ariane Tebbenjohanns, über ihre Schwester Magda Schwägerin des NS-Propagandaministers Joseph Goebbels,  die auch das Wiederaufnahmeverfahren finanzierte. 1966 wurde er freigelassen. Wieder wurden er und seine Geschichte zum Medienspektakel.
1968 reichte Ariane Sheppard die Scheidung ein, mit der Begründung, dass sie befürchten müsse, ihr Mann werde ihr „großen körperlichen Schaden zufügen“.
1970, im Alter von 46 Jahren, starb Sheppard an einem Leberleiden.
Amerikas Augenmerk richtete sich erneut auf Sheppards Geschichte, als Richard Eberling verhaftet wurde, der früher als Fensterputzer bei den Sheppards angestellt gewesen war. Der psychisch kranke Mann hatte 1987 eine Frau ermordet. Der Mord ähnelte in einigen Einzelheiten dem an Marilyn Sheppard. 1990, 20 Jahre nach Sheppards Tod, versuchten Gerichtsmediziner und DNA-Spezialisten, den wahren Täter mit Hilfe von neuesten Hightechmethoden zu ermitteln. Das dritte Verfahren im Januar 2000, das Sam Sheppard jr. und dessen Anwalt Terry Gilbert gegen den Staat Ohio angestrengt hatten, um einen Freispruch nicht nur mangels Beweisen, sondern wegen erwiesener Unschuld zu erreichen, endete ohne den von den Klägern angestrebten Freispruch. Begründet wurde dies vom Gericht mit dem Argument, dass im Bundesstaat Ohio nur ein Beschuldigter persönlich ein solches Verfahren anstrengen könne, nicht aber die Hinterbliebenen in seinem Interesse.

## Adaptionen
Der Fernsehfilm Dr. Sam Sheppard: Unschuldig verurteilt (1998) mit Peter Strauss in der Titelrolle behandelt die Ereignisse aus der Sicht von Sam Sheppard jr. Die Fernsehserie Auf der Flucht und der gleichnamige Film basieren lose auf seiner Geschichte. Außerdem ist dieser Fall Thema in einer Folge der Serie True Crime Scene.
In seinem Roman Mr. Peanut von 2010 greift der US-amerikanische Autor Adam Ross in einem Handlungsstrang die Geschichte von Sam Sheppard auf.